# Liceo classico Cavour
Das Liceo classico Cavour ist das älteste Gymnasium in Turin und eine der traditionsreichsten Oberschulen Italiens. Das nach Camillo Benso von Cavour benannte humanistische Gymnasium befindet sich in der Via Alessandro Tassoni 15, nahe der Metrostation Bernini. Darüber hinaus unterhält es im Stadtteil Santa Rita, unweit des Olympiastadions, eine Außenstelle.

## Geschichte
Die Geschichte des heutigen Liceo Cavour geht zurück auf das 1568 von Emanuel Philibert von Savoyen gegründete Collegio dei Nobili. An dieser von Jesuiten geleiteten Ritterakademie wurde rund drei Jahrhunderte lang die adelige und später auch großbürgerliche Elite des Herzogtums Savoyen und dann des Königreiches Sardinien-Piemont ausgebildet. 1787 zog in das ursprüngliche Schulgebäude die Turiner Akademie der Wissenschaften ein. Die Schule kam bis 1931 in einem Karmeliten-Konvent unter.
Nach der Besetzung Piemonts durch Napoleon Bonaparte wurde die Schule nach französischem Vorbild als Liceo bezeichnet. Viktor Emanuel I. stellte sie 1818 als Reale Collegio Maggiore in ihrer früheren Form wieder her und vertraute sie vorübergehend nochmals den Jesuiten an, bis sie 1848 unter staatliche Kontrolle kam. Mit dem Schulgesetz von 1859 wurde im Königreich Sardinien, aus dem 1861 das Königreich Italien hervorging, unter anderem ein achtjähriges Gymnasium eingeführt. Die fünfjährige Unter- und Mittelstufe erhielt den Namen ginnasio, die dreijährige Oberstufe bezeichnete man als liceo. 1865 wurde das ehemalige Collegio Maggiore nach dem verstorbenen piemontesischen und italienischen Premierminister Cavour benannt, 1874 alle Schulstufen unter der Bezeichnung Liceo Ginnasio zusammengefasst. Auch im vereinten Italien blieb das Liceo Ginnasio Cavour eine der besten und prestigeträchtigsten Schulen. Bis zur Jahrhundertwende hatte sie selten mehr als 350 Schüler.
Bei den 1859 eingeführten (oder umbenannten) Gymnasien handelte es sich ausschließlich um humanistische oder altsprachliche Oberschulen. 1911 wurde in Italien das eher naturwissenschaftlich orientierte Liceo Moderno eingeführt, aus dem 1923 das heutige Liceo Scientifico entstand. Beim Liceo Ginnasio Cavour in Turin richtete man 1911 ein Liceo Moderno als Schulzweig ein. Zur Abgrenzung dazu nannte man die bisherige Oberstufe dann Liceo Classico. 1931 zog die Schule in ein neues Gebäude in der Via Tassoni, wo sie sich noch heute befindet. Ab dem Jahr 1940 wurde aus den ersten drei Klassen der Unterstufen von Gymnasien und Fachschulen die neue Mittelschule (scuola media) gegründet, weswegen auch das Liceo Ginnasio Cavour drei Jahrgangsstufen verlor. Wie bei allen humanistischen Gymnasien Italiens behielten jedoch in der Mittelstufe die Jahrgangsstufen 9 und 10 ihre alte Nummerierung IV und V. 1986 wurde im Stadtteil Santa Rita eine Außenstelle eingerichtet.

## Bibliothek
Das Liceo Cavour hat eine Bibliothek mit rund 30.000 Bänden und eine Sammlung alter wissenschaftlicher Instrumente.

## Alumni
Zu den vielen prominenten Absolventen des Liceo Cavour gehörten der ehemalige Staatspräsident Luigi Einaudi und der ehemalige Erzbischof von Turin Agostino Richelmy.